# ایسابل پنیا
ایسابل پنیا دومینگو (اسپانیایی: Isabel Peña Domingo‎؛ زادهٔ ۱۹۸۳) فیلم‌نامه‌نویس اهل اسپانیا است که بابت همکاری‌اش با رودریگو سوروگوین شناخته می‌شود. وی دانش‌آموختهٔ رشتهٔ فیلم‌نامه‌نویسی در دانشگاه نابارا است و تا کنون ۲ مرتبه برندهٔ «جایزه گویا برای بهترین فیلم‌نامه غیراقتباسی» شده است.
از فیلم‌هایی که وی در آن‌ها نقش داشته است، می‌توان به جانوران، مادر و استکهلم اشاره نمود.